# Varencya conspersa
Varencya conspersa är en skalbaggsart som beskrevs av Marc Lacroix 1993. Varencya conspersa ingår i släktet Varencya och familjen Melolonthidae. Inga underarter finns listade i Catalogue of Life.